# 3177 Chillicothe
3177 Chillicothe è un asteroide della fascia principale. Scoperto nel 1934, presenta un'orbita caratterizzata da un semiasse maggiore pari a 2,6325831 UA e da un'eccentricità di 0,1501587, inclinata di 15,95569° rispetto all'eclittica.
L'asteroide è dedicato alla città di Chillicothe (Ohio).